# Olympische Winterspiele 2022/Eishockey (Herren)/Qualifikation
Die Qualifikation zum olympischen Eishockeyturnier der Herren 2022 wurde zwischen November 2019 und August 2021 ausgetragen. Dabei wurden drei Plätze des Endturniers ausgespielt. Dazu kamen die acht besten Nationen der IIHF-Weltrangliste des Jahres 2019 sowie die Volksrepublik China als Ausrichter.
Die drei Plätze wurden in einem mehrstufigen System zwischen 36 Teilnehmern ausgespielt. Die Einstufung erfolgte ebenfalls nach dem Stand der IIHF-Weltrangliste 2019. In der letzten Qualifikationsrunde sicherten sich die Slowakei, Lettland und Dänemark die verbleibenden drei freien Plätze im olympischen Eishockeyturnier.

## Qualifikationsmodus
Für das olympische Turnier qualifizierten sich neben dem Ausrichter Volksrepublik China die ersten acht Nationen der IIHF-Weltrangliste nach Abschluss der Weltmeisterschaft 2019 direkt. Die Nationalmannschaften ab dem Weltranglistenplatz 9 spielten zwischen November 2019 und August 2021 die drei verbleibenden Plätze in einem mehrstufigen System in Qualifikationsturnieren aus. Insgesamt meldeten 36 Länder für die elf Turniere. Damit steigerte sich die Zahl der Teilnehmer im Vergleich zur Qualifikation für die Olympischen Winterspiele 2018 um acht Teilnehmer. Die Teilnehmer wurden nach ihrem Weltranglistenrang auf die Qualifikationsrunden aufgeteilt:
| Rang | Land               | Einstieg      |
| ---- | ------------------ | ------------- |
| 01   | Kanada             | direkt        |
| 02   | Russland           | direkt        |
| 03   | Finnland           | direkt        |
| 04   | Schweden           | direkt        |
| 05   | Tschechien         | direkt        |
| 06   | Vereinigte Staaten | direkt        |
| 07   | Deutschland        | direkt        |
| 08   | Schweiz            | direkt        |
| 09   | Slowakei           | Qualifikation |
| 10   | Lettland           | Qualifikation |
| 11   | Norwegen           | Qualifikation |
| 12   | Dänemark           | Qualifikation |
| 13   | Frankreich         | Qualifikation |
| 14   | Belarus            | Qualifikation |
| 15   | Österreich         | Qualifikation |
| 16   | Italien            | Qualifikation |
| 17   | Südkorea           | Qualifikation |

| Rang | Land                | Einstieg           |
| ---- | ------------------- | ------------------ |
| 18   | Slowenien           | 3. Runde           |
| 19   | Kasachstan          | 3. Runde           |
| 20   | Großbritannien      | 3. Runde           |
| 21   | Ungarn              | 3. Runde           |
| 22   | Polen               | 3. Runde           |
| 23   | Japan               | 3. Runde           |
| 24   | Litauen             | 3. Runde           |
| 25   | Ukraine             | 3. Runde           |
| 26   | Estland             | 3. Runde           |
| 27   | Rumänien            | 2. Runde           |
| 28   | Niederlande         | 2. Runde           |
| 29   | Kroatien            | 2. Runde           |
| 30   | Serbien             | 2. Runde           |
| 31   | Spanien             | 2. Runde           |
| 32   | Volksrepublik China | direkt (Gastgeber) |
| 33   | Island              | 2. Runde           |
| 34   | Israel              | 2. Runde           |
| 35   | Australien          | Verzicht           |

| Rang | Land                         | Einstieg |
| ---- | ---------------------------- | -------- |
| 36   | Mexiko                       | 2. Runde |
| 37   | Belgien                      | Verzicht |
| 38   | Bulgarien                    | 2. Runde |
| 39   | Georgien                     | Verzicht |
| 40   | Neuseeland                   | Verzicht |
| 41   | Nordkorea                    | Verzicht |
| 42   | Türkei                       | 2. Runde |
| 43   | Luxemburg                    | 1. Runde |
| 44   | Südafrika                    | Verzicht |
| 45   | Republik China (Taiwan)      | 1. Runde |
| 46   | Hongkong                     | 1. Runde |
| 47   | Turkmenistan                 | Verzicht |
| 48   | Vereinigte Arabische Emirate | 1. Runde |
| 49   | Bosnien und Herzegowina      | 1. Runde |
| 50   | Kuwait                       | 1. Runde |
| 51   | Thailand                     | 1. Runde |
| 52   | Kirgisistan                  | 1. Runde |

In der ersten Runde der Vorqualifikation trafen die acht gemeldeten Nationalmannschaften auf den Weltranglistenplätzen zwischen 43 und 52 in zwei Gruppen à vier Mannschaften aufeinander. Die beiden Gruppensieger qualifizierten sich für die zweite Runde und füllten das dortige Starterfeld auf zwölf Mannschaften auf. Die weiteren zehn Teilnehmer belegten in der Weltrangliste die Plätze zwischen den Rängen 27 und 42. Dort wurde ebenfalls in drei voneinander unabhängigen Vierergruppen gespielt, woraufhin sich erneut lediglich die drei Gruppensieger für die nächste Runde qualifizierten.
Für die dritte und letzte Runde der Vorqualifikation waren die neun gemeldeten Nationalmannschaft auf den Weltranglistenplätzen zwischen 18 und 26 gesetzt. Aufgefüllt durch die drei Sieger der vorangegangenen Runde wurden erneut in drei Gruppen à vier Mannschaften die Gruppensieger ermittelt. Die drei Gruppensieger erreichten schließlich die eigentliche Qualifikation, in der sie auf die neun Mannschaften trafen, die in der Weltrangliste die Plätze 9 bis 17 belegten. Dort wurde erneut in drei Gruppen mit jeweils vier Mannschaften gespielt. Die jeweiligen Gruppensieger qualifizierten sich schließlich für das olympische Eishockeyturnier.
Unter den nichtqualifizierten Nationen bildete die Internationale Eishockey-Föderation eine Rangfolge, die in die IIHF-Weltrangliste des Jahres 2022 einging.

## Vorqualifikation Runde 1
Die erste Runde der Vorqualifikation fand zwischen dem 7. und 10. November 2019 statt. Die acht teilnehmenden Mannschaften spielten in zwei Turnieren à vier Mannschaften im luxemburgischen Kockelscheuer und chinesischen Sanya zwei Qualifikanten für die nächste Runde aus.

### Gruppe N
Die Spiele der Gruppe N der ersten Runde der Vorqualifikation fanden vom 8. bis 10. November 2019 in der Patinoire de Kockelscheuer in der luxemburgischen Ortschaft Kockelscheuer statt. Insgesamt besuchten 2.424 Zuschauer die sechs Turnierspiele, was einem Schnitt von 404 pro Partie entspricht.
Mit drei Siegen setzten sich die in der Division IV beheimateten Kirgisen gegen die drei weiteren Teams aus der Division III souverän durch und erreichten somit die nächste Runde der Qualifikation. Kirgisistan rehabilitierte sich damit für die Schmach der erstmaligen Weltmeisterschaftsteilnahme im Vorjahr. Bereits nach Abschluss des zweiten Turniertags stand der Erfolg Kirgisistans – nach Siegen über die stärker eingestuften Mannschaften aus den Vereinigten Arabischen Emiraten und Luxemburg – fest, die in dieser Reihenfolge auf den weiteren Plätzen folgten. Den letzten Platz belegte mit drei Niederlagen und einem Torverhältnis von 7:31 die bosnisch-herzegowinische Nationalmannschaft.
| 8. November 2019 15:45 Uhr (Ortszeit) | Vereinigte Arabische Emirate S. Al Nuaimi (7:13) A. Sainutdinow (16:04) A. Sainutdinow (31:23) A. Sainutdinow (36:58) | 4:9 (2:1, 2:3, 0:5) Spielbericht | Kirgisistan W. Nossow (6:45) A. Titow (22:04) A. Titow (31:56) W. Tonkich (35:21) A. Gorobez (46:56) W. Tonkich (48:41) W. Nossow (52:02) S. Tagajew (53:24) W. Tonkich (54:41) | Patinoire de Kockelscheuer, Kockelscheuer Zuschauer: 200 |

| 8. November 2019 19:15 Uhr | Bosnien und Herzegowina A. Filipović (49:37) | 1:10 (0:4, 0:5, 1:1) Spielbericht | Luxemburg V. Shelest (5:34) C. Farinon (6:17) B. Welter (13:38) V. Shelest (19:15) M. Eriksson (31:56) V. Shelest (32:04) S. Grein (34:49) C. Cannon (35:46) S. Grein (38:18) P. Sinner (47:14) | Patinoire de Kockelscheuer, Kockelscheuer Zuschauer: 676 |

| 9. November 2019 15:45 Uhr | Vereinigte Arabische Emirate N. Remess (8:35) A. Sainutdinow (9:58) A. Sainutdinow (14:00) J. Al Dhaheri (24:05) M. Al Mazrouei (24:49) J. Al Dhaheri (54:34) | 6:3 (3:1, 2:1, 1:1) Spielbericht | Bosnien und Herzegowina M. Hodžić (5:11) T. Ćatović (38:18) A. Filipović (55:48) | Patinoire de Kockelscheuer, Kockelscheuer Zuschauer: 179 |

| 9. November 2019 19:15 Uhr | Luxemburg M. Eriksson (17:58) M. Mosr (48:54) C. Cannon (55:38) | 3:5 (1:0, 0:4, 2:1) Spielbericht | Kirgisistan W. Nossow (25:17) A. Kudaschew (28:07) A. Gorobez (30:44) W. Nossow (35:44) W. Tonkich (59:26) | Patinoire de Kockelscheuer, Kockelscheuer Zuschauer: 734 |

| 10. November 2019 15:45 Uhr | Kirgisistan W. Tonkich (1:29) M. Tschuwalow (1:48) W. Nossow (9:28) O. Kolodi (11:58) A. Gorobez (15:20) O. Kolodi (33:02) A. Katschkynbekow (37:33) U. Tursunbekow (40:49) M. Jegorow (42:02) K. Terentijew (46:22) M. Jegorow (47:06) A. Titow (52:07) O. Kolodi (52:14) J. Mirbekow (54:36) W. Nitschipurenko (58:45) | 15:3 (5:2, 2:0, 8:1) Spielbericht | Bosnien und Herzegowina D. Čordalija (8:49) A. Hadžihasanović (10:09) A. Rakić (47:25) | Patinoire de Kockelscheuer, Kockelscheuer Zuschauer: 232 |

| 10. November 2019 19:15 Uhr | Luxemburg S. Backes (13:12) C. Cannon (14:05) C. Cannon (23:33) S. Backes (25:48) | 4:5 (2:2, 2:2, 0:1) Spielbericht | Vereinigte Arabische Emirate A. Al Harmoodi (2:07) J. Al Dhaheri (10:25) A. Sainutdinow (24:59) W. Sauko (31:42) N. Remess (49:29) | Patinoire de Kockelscheuer, Kockelscheuer Zuschauer: 403 |

| Pl. |                              | Sp | S | OTS | OTN | N | Tore  | Punkte |
| --- | ---------------------------- | -- | - | --- | --- | - | ----- | ------ |
| 1.  | Kirgisistan                  | 3  | 3 | 0   | 0   | 0 | 29:10 | 9      |
| 2.  | Vereinigte Arabische Emirate | 3  | 2 | 0   | 0   | 1 | 15:16 | 6      |
| 3.  | Luxemburg                    | 3  | 1 | 0   | 0   | 2 | 17:11 | 3      |
| 4.  | Bosnien und Herzegowina      | 3  | 0 | 0   | 0   | 3 | 07:31 | 0      |

Abkürzungen: Pl. = Platz, Sp = Spiele, S = Siege, OTS = Siege nach Verlängerung (Overtime) oder Penaltyschießen, OTN = Niederlagen nach Verlängerung oder Penaltyschießen, N = Niederlagen

Erläuterungen: Qualifikant für die zweite Runde der Vorqualifikation

### Gruppe O
Die Spiele der Gruppe O der ersten Runde der Vorqualifikation fanden vom 7. bis 10. November 2019 in der Eishalle des Tus Ice and Snow Park in der chinesischen Stadt Sanya in der Provinz Hainan statt. Ursprünglich sollte das Qualifikationsturnier im Mega Ice im Stadtteil Kowloon der Sonderverwaltungszone Hongkong ausgetragen werden. Die Austragung wurde aufgrund der politischen Proteste in Hongkong jedoch nach Sanya verlegt. Insgesamt besuchten 1.687 Zuschauer die sechs Turnierspiele, was einem Schnitt von 281 pro Partie entspricht.
Durch drei Siege sicherte sich die Nationalmannschaft der Republik China souverän das Ticket für die nächste Runde der Olympiaqualifikation. Den Grundstein für den Turniersieg legten die Taiwaner bereits im ersten Spiel durch einen 5:3-Sieg über Thailand, das im letzten Spiel des Turniers auf einen Ausrutscher des bis dahin Tabellenersten hoffen musste. Durch den 7:5-Sieg der Taiwaner über Hongkong zerschlugen sich diese Hoffnungen aber. Den letzten Platz belegte mit drei Niederlagen und einem Torverhältnis von 1:31 die kuwaitische Nationalmannschaft.
| 7. November 2019 13:00 Uhr (Ortszeit) | 7. November 2019 6:00 Uhr (MEZ) | Republik China (Taiwan) Yu Sh.-j. (16:53) Yang C.-h. (43:34) Hsiao P.-yua. (47:20) Yu Sh.-j. (58:43) Yu Su.-j. (59:27) | 5:3 (1:1, 0:0, 4:2) Spielbericht | Thailand H. Nagayama (4:21) P. Thanakroekkiat (52:01) P. Forstner (55:24) | Tus Ice and Snow Park, Sanya Zuschauer: 301 |

| 7. November 2019 17:00 Uhr | 7. November 2019 10:00 Uhr | Kuwait | 0:12 (0:4, 0:3, 0:5) Spielbericht | Hongkong J. Cheng (9:36) R. Lee (14:25) Y. Wong (18:04) H. Lui (19:03) R. Lee (24:11) J. Cheng (38:00) L. Kan (39:26) J. Cheng (46:48) L. Kan (49:28) J. Chau (50:36) J. Cheng (58:15) | Tus Ice and Snow Park, Sanya Zuschauer: 250 |

| 8. November 2019 13:00 Uhr | 8. November 2019 6:00 Uhr | Republik China (Taiwan) Lu P.-e. (22:15) Hsiao P.-yua. (28:43) Shen Y.-c. (30:25) Hsiao P.-yun (32:49) Yu Sh.-j. (34:16) Chang W.-t. (46:15) Pao Y. (52:34) Hsiao P.-yun (57:32) | 8:0 (0:0, 5:0, 3:0) Spielbericht | Kuwait | Tus Ice and Snow Park, Sanya Zuschauer: 230 |

| 8. November 2019 17:00 Uhr | 8. November 2019 10:00 Uhr | Hongkong J. Cheng (21:08) Y. Wong (46:38) | 2:7 (0:3, 1:1, 1:3) Spielbericht | Thailand N. Luckanatinakorn (7:20) J. Tengsakul (9:46) P. Thanakroekkiat (16:01) N. Luckanatinakorn (26:30) T. Rattanachot (52:50) M. Kitayama (58:33) P. Suwachirat (59:20) | Tus Ice and Snow Park, Sanya Zuschauer: 255 |

| 10. November 2019 13:00 Uhr | 10. November 2019 6:00 Uhr | Thailand K. Kindborn (2:41) R. Sukwiboon (3:27) P. Forstner (32:06) P. Forstner (33:38) K. Kindborn (34:04) M. Kitayama (34:40) T. Chartsuwan (42:43) K. Kindborn (44:59) N. Luckanatinakorn (45:45) M. Kitayama (57:13) P. Phasukkijwatana (59:39) | 11:1 (2:0, 4:0, 5:1) Spielbericht | Kuwait A. Al Ajmi (47:44) | Tus Ice and Snow Park, Sanya Zuschauer: 318 |

| 10. November 2019 17:00 Uhr | 10. November 2019 10:00 Uhr | Hongkong J. Chau (1:31) J. Cheng (27:15) C. Lau (28:32) J. Cheng (44:33) R. Lee (46:43) | 5:7 (1:2, 2:2, 2:3) Spielbericht | Republik China (Taiwan) Lin H.-j. (3:21) Lin H.-j. (7:15) Shen Y.-c. (23:26) Hsiao P.-yun (25:47) Yang C.-h. (50:04) Hsiao P.-yun (52:21) Lin H.-j. (59:02) | Tus Ice and Snow Park, Sanya Zuschauer: 333 |

| Pl. |                         | Sp | S | OTS | OTN | N | Tore  | Punkte |
| --- | ----------------------- | -- | - | --- | --- | - | ----- | ------ |
| 1.  | Republik China (Taiwan) | 3  | 3 | 0   | 0   | 0 | 20:08 | 9      |
| 2.  | Thailand                | 3  | 2 | 0   | 0   | 1 | 21:08 | 6      |
| 3.  | Hongkong                | 3  | 1 | 0   | 0   | 2 | 19:14 | 3      |
| 4.  | Kuwait                  | 3  | 0 | 0   | 0   | 3 | 01:31 | 0      |

Abkürzungen: Pl. = Platz, Sp = Spiele, S = Siege, OTS = Siege nach Verlängerung (Overtime) oder Penaltyschießen, OTN = Niederlagen nach Verlängerung oder Penaltyschießen, N = Niederlagen

Erläuterungen: Qualifikant für die zweite Runde der Vorqualifikation

## Vorqualifikation Runde 2
Die zweite Runde der Vorqualifikation fand zwischen dem 12. bis 15. Dezember 2019 statt. Dabei genossen die in der Weltrangliste Besserplatzierten das Recht, das Turnier auszurichten. Während die Verbände Rumäniens und Kroatiens davon Gebrauch machten, verzichtete der niederländische Verband und übergab das Austragungsrecht an Spanien ab.

### Gruppe K
Die Spiele der Gruppe K der zweiten Runde der Vorqualifikation fanden vom 12. bis 15. Dezember 2019 im rumänischen Brașov statt. Der Spielort war der 1.584 Zuschauer fassende Patinoarul Olimpic. Insgesamt besuchten 2.301 Zuschauer die sechs Turnierspiele, was einem Schnitt von 383 pro Partie entspricht.
Der Turnierfavorit Rumänien setzte sich vor heimischer Kulisse schließlich souverän gegen die anderen drei Mitstreiter durch und konnte selbst im entscheidenden dritten Gruppenspiel gegen die bis dato ebenfalls ungeschlagenen Isländer mit 10:1 gewinnen. Die Mannschaft qualifizierte sich damit als bestplatzierte Mannschaft der drei Qualifikanten für die Teilnahme an der Gruppe J der dritten Runde der Vorqualifikation. Einen Achtungserfolg verpasste dabei Kirgisistan, das gegen Israel erst in der Verlängerung verlor.
| 12. Dezember 2019 15:00 Uhr (Ortszeit) | Island Ó. Björnsson (1:20) E. Birgisson (10:55) J. Leifsson (21:31) Ó. Björnsson (24:53) H. Sigrúnarson (48:26) Ó. Björnsson (50:08) Ó. Björnsson (54:29) H. Kristveigarson (56:18) H. Sigrúnarson (58:51) | 9:4 (2:0, 2:2, 5:2) Spielbericht | Kirgisistan K. Terentijew (22:35) W. Tonkich (26:30) W. Nitschipurenko (50:57) W. Nitschipurenko (59:41) | Patinoarul Olimpic, Brașov Zuschauer: 100 |

| 12. Dezember 2019 19:00 Uhr | Israel | 0:15 (0:1, 0:4, 0:10) Spielbericht | Rumänien D. Tranca (4:08) A. Butotschnow (21:43) B. Gajdó (22:41) V. Kirichenko (29:06) A. Salló (39:40) D. Tranca (44:13) E. Cășăneanu (47:36) R. Gliga (49:07) O. Bíró (52:33) T. Farkas (54:33) C. Fodor (55:28) P. Boryssenko (57:05) P. Boryssenko (57:56) A. Butotschnow (59:03) E. Cășăneanu (59:53) | Patinoarul Olimpic, Brașov Zuschauer: 300 |

| 13. Dezember 2019 15:00 Uhr | Island M. Račanský (3:00) J. Leifsson (20:58) A. Orongan (27:58) A. Orongan (47:34) Ó. Björnsson (53:07) | 5:0 (1:0, 2:0, 2:0) Spielbericht | Israel | Patinoarul Olimpic, Brașov Zuschauer: 50 |

| 13. Dezember 2019 19:00 Uhr | Rumänien E. Cășăneanu (10:04) P. Boryssenko (16:47) V. Kirichenko (18:58) B. Péter (24:08) M. Constantin (24:22) B. Gajdó (25:22) D. Tranca (27:02) Z. Molnár (31:23) T. Győrfy (32:51) V. Kirichenko (34:01) H. Gecse (47:09) Z. Molnár (49:27) V. Kirichenko (51:24) R. Gliga (53:12) M. Constantin (53:41) D. Tranca (55:53) C. Fodor (58:31) B. Péter (59:55) | 18:2 (3:0, 7:1, 8:1) Spielbericht | Kirgisistan W. Nitschipurenko (39:45) A. Titow (42:58) | Patinoarul Olimpic, Brașov Zuschauer: 601 |

| 15. Dezember 2019 15:00 Uhr | Kirgisistan W. Nossow (7:48) J. Mirbekow (8:07) W. Nossow (19:32) A. Gorobez (38:37) | 4:5 n. V. (3:1, 1:1, 0:2, 0:1) Spielbericht | Israel I. Ben Tov (0:26) A. Ibragimov (36:52) M. Sherf (56:09) I. Mostovoy (58:47) I. Vaitz (63:30) | Patinoarul Olimpic, Brașov Zuschauer: 50 |

| 15. Dezember 2019 19:00 Uhr | Rumänien P. Boryssenko (11:11) A. Butotschnow (16:01) B. Péter (17:32) B. Péter (19:33) Z. Molnár (22:55) A. Góga (29:04) Z. Molnár (31:18) J. Jemeljanenko (37:33) C. Fodor (45:53) V. Kirichenko (51:16) | 10:1 (4:0, 4:0, 2:1) Spielbericht | Island E. Birgisson (57:15) | Patinoarul Olimpic, Brașov Zuschauer: 1.200 |

| Pl. |             | Sp | S | OTS | OTN | N | Tore  | Punkte |
| --- | ----------- | -- | - | --- | --- | - | ----- | ------ |
| 1.  | Rumänien    | 3  | 3 | 0   | 0   | 0 | 43:03 | 9      |
| 2.  | Island      | 3  | 2 | 0   | 0   | 1 | 15:14 | 6      |
| 3.  | Israel      | 3  | 0 | 1   | 0   | 2 | 05:24 | 2      |
| 4.  | Kirgisistan | 3  | 0 | 0   | 1   | 2 | 10:32 | 1      |

Abkürzungen: Pl. = Platz, Sp = Spiele, S = Siege, OTS = Siege nach Verlängerung (Overtime) oder Penaltyschießen, OTN = Niederlagen nach Verlängerung oder Penaltyschießen, N = Niederlagen

Erläuterungen: Qualifikant für die dritte Runde der Vorqualifikation

### Gruppe L
Die Spiele der Gruppe L der zweiten Runde der Vorqualifikation fanden vom 13. bis 15. Dezember 2019 in der spanischen Metropole und Hauptstadt Kataloniens Barcelona statt. Dort wurde im 1.256 Zuschauer fassenden Palau de Gel, der Heimspielstätte der Eishockeyabteilung des FC Barcelona gespielt. Insgesamt besuchten 1.980 Zuschauer die sechs Turnierspiele, was einem Schnitt von 341 pro Partie entspricht. Die Niederlande verzichteten auf das Austragungsrecht des Turniers.
Aufgrund eines entstandenen Lochs beim Aufbereiten der Eisfläche in der Pause zwischen dem ersten und zweiten Drittel konnte die entscheidende Partie zwischen Gastgeber Spanien und Tabellenführer Niederlande nach 20 gespielten Minuten beim Stand von 0:0 nicht fortgeführt werden. Die Partie, die die Niederländer schließlich mit 5:3 gewannen, wurde am 8. Januar 2020 nachgeholt. Im Turnierverlauf gelang der Mannschaft aus der Republik China (Taiwan) mit einem deutlichen 7:1-Sieg über die klassenhöheren Mexikaner der bis dato größte Sieg in der jungen Eishockey-Geschichte des Landes.
| 13. Dezember 2019 16:00 Uhr (Ortszeit) | Mexiko M. Sierra (11:18) | 1:17 (1:6, 0:5, 0:6) Spielbericht | Niederlande B. Bison (0:46) S. Knoop (1:03) N. Verschuren (4:03) J. de Bonth (5:41) J. Verkiel (19:07) N. Verschuren (19:19) B. Bison (27:24) D. Stempher (28:49) J. Nordemann (36:48) J. Turpijn (38:24) R. van der Schuit (38:36) D. Stempher (47:00) B. Bison (50:22) N. Verschuren (55:58) J. Smid (57:11) N. Verschuren (58:40) T. Borgman (59:04) | Palau de Gel, Barcelona Zuschauer: 103 |

| 13. Dezember 2019 20:00 Uhr | Spanien L. J. Hernández (2:41) A. Carbonell (12:38) P. Fuentes (13:51) B. Baldris (26:46) A. Burgos (27:47) A. Martínez (29:41) Ó. Rubio (29:48) O. Boronat (50:05) D. Donath (53:25) O. Rubio (55:33) I. Lasuen (56:41) | 11:0 (3:0, 4:0, 4:0) Spielbericht | Republik China (Taiwan) | Palau de Gel, Barcelona Zuschauer: 348 |

| 14. Dezember 2019 16:00 Uhr | Niederlande N. Verschuren (1:54) B. Bison (4:48) N. Verschuren (5:33) K. van Gorp (6:40) D. Stempher (21:27) J. Verkiel (22:04) D. Stempher (27:38) J. Oosterveld (29:23) D. Stempher (32:46) N. Verschuren (33:02) J. Oosterveld (37:09) D. Stempher (40:54) D. Stempher (45:08) R. van der Schuit (53:32) | 14:1 (4:1, 7:0, 3:0) Spielbericht | Republik China (Taiwan) Hsiao P.-yun (4:10) | Palau de Gel, Barcelona Zuschauer: 433 |

| 14. Dezember 2019 20:00 Uhr | Spanien L. J. Hernández (14:13) I. Lasuen (17:19) O. Boronat (17:56) L. J. Hernández (19:27) A. García (24:42) A. Martínez (32:30) D. Donath (35:36) O. Rubio (38:22) I. Granell (41:20) D. Donath (43:35) A. García (55:34) P. Fuentes (57:15) Ó. Rubio (57:36) L. J. Hernández (59:02) Ó. Rubio (59:38) | 15:1 (4:1, 4:0, 7:0) Spielbericht | Mexiko S. Sierra (15:20) | Palau de Gel, Barcelona Zuschauer: 612 |

| 15. Dezember 2019 16:00 Uhr | Republik China (Taiwan) Pan Y.-c. (10:35) Lin H.-j. (14:00) Lin H.-j. (19:19) Hsiao P.-yun (27:31) Yang C.-h. (30:13) Hsiao P.-yun (31:01) Lin H.-j. (53:45) | 7:1 (3:0, 3:0, 1:1) Spielbericht | Mexiko S. Sierra (47:08) | Palau de Gel, Barcelona Zuschauer: 210 |

| 8. Januar 2020 12:00 Uhr | Niederlande B. Bison (3:12) R. de Hondt (23:26) J. de Bonth (29:04) R. van der Schuit (43:55) D. Stempher (59:43) | 5:3 (1:1, 2:2, 2:0) Spielbericht | Spanien O. Rubio (10:46) Á. Fernández (23:09) O. Rubio (34:13) | Palau de Gel, Barcelona Zuschauer: 274 |

| Pl. |                         | Sp | S | OTS | OTN | N | Tore  | Punkte |
| --- | ----------------------- | -- | - | --- | --- | - | ----- | ------ |
| 1.  | Niederlande             | 3  | 3 | 0   | 0   | 0 | 36:05 | 9      |
| 2.  | Spanien                 | 3  | 2 | 0   | 0   | 1 | 29:06 | 6      |
| 3.  | Republik China (Taiwan) | 3  | 1 | 0   | 0   | 2 | 08:26 | 3      |
| 4.  | Mexiko                  | 3  | 0 | 0   | 0   | 3 | 03:39 | 0      |

Abkürzungen: Pl. = Platz, Sp = Spiele, S = Siege, OTS = Siege nach Verlängerung (Overtime) oder Penaltyschießen, OTN = Niederlagen nach Verlängerung oder Penaltyschießen, N = Niederlagen

Erläuterungen: Qualifikant für die dritte Runde der Vorqualifikation

### Gruppe M
Die Spiele der Gruppe M der zweiten Runde der Vorqualifikation fanden vom 13. bis 15. Dezember 2019 in der kroatischen Stadt Sisak statt, wo in der 2.000 Zuschauer fassenden Ledena dvorana Zibel gespielt wurde. Insgesamt besuchten 1.894 Zuschauer die sechs Turnierspiele, was einem Schnitt von 315 pro Partie entspricht.
Die gastgebenden Kroaten sicherten sich durch einen knappen Sieg im abschließenden Turnierspiel gegen den Erzrivalen aus Serbien den Einzug in die nächste Runde. Dabei gingen beide Teams ungeschlagen und mit der Maximalpunktzahl in das Spiel, in dem sich Kroatien für die erlittene Niederlage im Rahmen der Vorjahres-Weltmeisterschaft revanchierte. Die Türkei und Bulgarien mussten sich mit den hinteren Plätzen begnügen.
| 13. Dezember 2019 15:00 Uhr (Ortszeit) | Serbien P. Podunavac (0:28) A. Zwick (1:47) I. Mitrović (2:14) M. Đumić (13:14) S. Marković (16:03) N. Vučurević (17:32) A. Španjević (32:16) M. Đumić (51:22) | 8:3 (6:0, 1:3, 1:0) Spielbericht | Türkei F. Bakal (27:56) G. Solak (34:32) A. Hars (39:51) | Ledena dvorana Zibel, Sisak Zuschauer: 106 |

| 13. Dezember 2019 19:00 Uhr | Bulgarien A. Gatsew (59:08) | 1:12 (0:3, 0:2, 1:7) Spielbericht | Kroatien I. Kaleb (3:16) S. Čizmadija (8:59) D. Kanaet (18:15) T. Mirić (36:48) I. Puzić (37:14) D. Kanaet (41:42) B. Fičur (47:07) L. Jarčov (47:39) L. Mikulić (50:52) L. Jarčov (53:19) I. Kaleb (55:22) L. Jarčov (58:03) | Ledena dvorana Zibel, Sisak Zuschauer: 289 |

| 14. Dezember 2019 15:00 Uhr | Serbien D. Grković (9:28) M. Popović (22:04) U. Bjelogrlić (26:54) I. Anić (33:53) U. Bjelogrlić (35:04) U. Bjelogrlić (46:23) U. Bjelogrlić (51:09) | 7:0 (1:0, 4:0, 2:0) Spielbericht | Bulgarien | Ledena dvorana Zibel, Sisak Zuschauer: 80 |

| 14. Dezember 2019 19:00 Uhr | Kroatien S. Čizmadija (5:55) M. Čunko (12:33) L. Mikulić (21:27) I. Puzić (25:05) T. Mirić (26:30) L. Kramarić (38:14) D. Vedlin (41:37) M. Šakić (51:42) F. Srketić (56:38) T. Ličina (58:58) | 10:2 (2:1, 4:0, 4:1) Spielbericht | Türkei S. Gümüş (19:09) F. Bakal (44:34) | Ledena dvorana Zibel, Sisak Zuschauer: 380 |

| 15. Dezember 2019 13:00 Uhr | Türkei Ö. Karş (19:09) T. Anlar (25:25) T. Anlar (35:29) G. Solak (37:53) | 4:1 (1:0, 3:1, 0:0) Spielbericht | Bulgarien T. Abdi (35:58) | Ledena dvorana Zibel, Sisak Zuschauer: 50 |

| 15. Dezember 2019 17:00 Uhr | Kroatien T. Mirić (6:09) L. Mikulić (57:35) | 2:1 (1:0, 0:1, 1:0) Spielbericht | Serbien M. Đumić (39:12) | Ledena dvorana Zibel, Sisak Zuschauer: 989 |

| Pl. |           | Sp | S | OTS | OTN | N | Tore  | Punkte |
| --- | --------- | -- | - | --- | --- | - | ----- | ------ |
| 1.  | Kroatien  | 3  | 3 | 0   | 0   | 0 | 24:04 | 9      |
| 2.  | Serbien   | 3  | 2 | 0   | 0   | 1 | 16:05 | 6      |
| 3.  | Türkei    | 3  | 1 | 0   | 0   | 2 | 09:19 | 3      |
| 4.  | Bulgarien | 3  | 0 | 0   | 0   | 3 | 02:23 | 0      |

Abkürzungen: Pl. = Platz, Sp = Spiele, S = Siege, OTS = Siege nach Verlängerung (Overtime) oder Penaltyschießen, OTN = Niederlagen nach Verlängerung oder Penaltyschießen, N = Niederlagen

Erläuterungen: Qualifikant für die dritte Runde der Vorqualifikation

## Vorqualifikation Runde 3
Die dritte Runde der Vorqualifikation fand zwischen dem 6. und 9. Februar 2020 statt. Dabei genossen die in der Weltrangliste Besserplatzierten das Recht, das Turnier auszurichten und machten davon auch Gebrauch.

### Gruppe G
Die Spiele der Gruppe G der dritten Runde der Vorqualifikation fanden vom 6. bis 9. Februar 2020 in der Športna dvorana Podmežakla in der slowenischen Kleinstadt Jesenice statt. Insgesamt besuchten 3.500 Zuschauer die sechs Turnierspiele, was einem Schnitt von 583 pro Partie entspricht.
Den Gruppensieg und damit das Ticket für die Qualifikationsendrunde sicherte sich in souveräner Manier das gastgebende slowenische Team. Im entscheidenden Turnierspiel schlugen sie das bis dato punktgleiche Japan deutlich mit 6:2, nachdem sie zwischenzeitlich mit 0:1 zurückgelegen hatten. Die weiteren Plätze dahinter belegten Litauen und Qualifikant Kroatien.
| 6. Februar 2020 15:30 Uhr (Ortszeit) | Japan T. Echigo (5:53) K. Yamada (6:42) K. Takagi (9:54) Y. Ōsawa (15:07) T. Irikura (20:46) Y. Hirano (29:42) H. Satō (44:40) R. Hashimoto (48:56) Y. Hirano (56:36) | 9:0 (4:0, 2:0, 3:0) Spielbericht | Kroatien | Športna dvorana Podmežakla, Jesenice Zuschauer: 100 |

| 6. Februar 2020 19:00 Uhr | Litauen P. Verenis (39:53) E. Krakauskas (59:59) | 2:12 (0:4, 1:3, 1:5) Spielbericht | Slowenien G. Koblar (2:32) M. Zajc (4:01) G. Koblar (10:53) J. Urbas (12:46) K. Ograjenšek (21:05) Ž. Jeglič (29:31) M. Verlič (36:14) B. Gregorc (43:31) R. Sabolič (46:02) M. Verlič (47:52) Ž. Jeglič (52:19) G. Koblar (53:47) | Športna dvorana Podmežakla, Jesenice Zuschauer: 500 |

| 7. Februar 2020 15:30 Uhr | Japan H. Terao (2:04) Y. Ōsawa (5:37) H. Satō (14:04) S. Takahashi (17:16) | 4:0 (4:0, 0:0, 0:0) Spielbericht | Litauen | Športna dvorana Podmežakla, Jesenice Zuschauer: 150 |

| 7. Februar 2020 19:00 Uhr | Slowenien R. Tičar (16:15) J. Urbas (23:40) R. Tičar (32:06) A. Kuralt (37:54) M. Zajc (38:28) M. Verlič (51:22) L. Kalan (59:54) | 7:0 (1:0, 4:0, 2:0) Spielbericht | Kroatien | Športna dvorana Podmežakla, Jesenice Zuschauer: 900 |

| 9. Februar 2020 15:30 Uhr | Kroatien M. Tadić (52:27) | 1:3 (0:2, 0:0, 1:1) Spielbericht | Litauen A. Bosas (5:54) U. Čižas (14:48) P. Rumševičius (59:57) | Športna dvorana Podmežakla, Jesenice Zuschauer: 150 |

| 9. Februar 2020 19:00 Uhr | Slowenien J. Urbas (25:54) K. Ograjenšek (45:19) R. Sabolič (46:47) R. Tičar (57:23) R. Tičar (58:57) M. Zajc (59:26) | 6:2 (1:0, 0:1, 5:1) Spielbericht | Japan S. Nakajima (8:02) S. Nakajima (58:30) | Športna dvorana Podmežakla, Jesenice Zuschauer: 1.700 |

| Pl. |           | Sp | S | OTS | OTN | N | Tore  | Punkte |
| --- | --------- | -- | - | --- | --- | - | ----- | ------ |
| 1.  | Slowenien | 3  | 3 | 0   | 0   | 0 | 25:04 | 9      |
| 2.  | Japan     | 3  | 2 | 0   | 0   | 1 | 15:06 | 6      |
| 3.  | Litauen   | 3  | 1 | 0   | 0   | 2 | 05:17 | 3      |
| 4.  | Kroatien  | 3  | 0 | 0   | 0   | 3 | 01:19 | 0      |

Abkürzungen: Pl. = Platz, Sp = Spiele, S = Siege, OTS = Siege nach Verlängerung (Overtime) oder Penaltyschießen, OTN = Niederlagen nach Verlängerung oder Penaltyschießen, N = Niederlagen

Erläuterungen: Qualifikant für die Qualifikationsendrunde

### Gruppe H
Die Spiele der Gruppe H der dritten Runde der Vorqualifikation fanden vom 6. bis 9. Februar 2020 in der Barys Arena in der kasachischen Landeshauptstadt Nur-Sultan (seit 2022 Astana) statt. Insgesamt besuchten 13.023 Zuschauer die sechs Turnierspiele, was einem Schnitt von 2.170 pro Partie entspricht.
Den Platz in der letzten Qualifikationsrunde sicherte sich durch einen abschließenden 3:2-Sieg über Gastgeber Kasachstan überraschend die polnische Mannschaft. Beide Teams gingen mit jeweils zwei Siegen in das direkte Duell am Schlusstag, das die zwei Weltmeisterschaftsdivisionen höher angesiedelten Kasachen trotz eines deutlichen Schussübergewichts knapp verloren. Die Ukraine und Qualifikant Niederlande belegten den dritten und vierten Platz der Qualifikationsgruppe.
| 6. Februar 2020 15:00 Uhr (Ortszeit) | 6. Februar 2020 10:00 Uhr (MEZ) | Polen A. Kostek (2:58) A. Chmielewski (7:58) M. Urbanowicz (13:09) D. Paś (24:11) P. Wajda (26:23) O. Jaśkiewicz (26:55) O. Jaśkiewicz (35:55) F. Komorski (49:11) | 8:0 (3:0, 4:0, 1:0) Spielbericht | Niederlande | Barys Arena, Nur-Sultan Zuschauer: 228 |

| 6. Februar 2020 19:30 Uhr | 6. Februar 2020 14:30 Uhr | Ukraine S. Babynez (14:56) | 1:8 (1:5, 0:2, 0:1) Spielbericht | Kasachstan D. Schewtschenko (3:43) J. Petuchow (7:35) L. Metalnikow (8:27) R. Startschenko (12:58) T. Schailauow (17:39) D. Dietz (32:56) A. Schestakow (34:40) W. Orechow (51:06) | Barys Arena, Nur-Sultan Zuschauer: 3.584 |

| 7. Februar 2020 15:00 Uhr | 7. Februar 2020 10:00 Uhr | Polen F. Starzyński (19:34) M. Przygodzki (27:19) S. Marzec (35:55) M. Kolusz (40:44) D. Kapica (52:16) F. Komorski (55:11) | 6:1 (1:1, 2:0, 3:0) Spielbericht | Ukraine P. Taran (15:45) | Barys Arena, Nur-Sultan Zuschauer: 242 |

| 7. Februar 2020 19:30 Uhr | 7. Februar 2020 14:30 Uhr | Kasachstan J. Blacker (1:01) D. Dietz (8:26) J. Rymarew (10:33) W. Orechow (22:59) A. Sagadejew (41:57) T. Schailauow (52:16) T. Schailauow (57:56) | 7:1 (3:0, 1:1, 3:0) Spielbericht | Niederlande R. van der Schuit (27:22) | Barys Arena, Nur-Sultan Zuschauer: 2.975 |

| 9. Februar 2020 13:00 Uhr | 9. Februar 2020 8:00 Uhr | Niederlande | 0:3 (0:1, 0:2, 0:0) Spielbericht | Ukraine D. Nimenko (15:10) M. Buzenko (22:12) I. Sawtschenko (30:29) | Barys Arena, Nur-Sultan Zuschauer: 372 |

| 9. Februar 2020 17:00 Uhr | 9. Februar 2020 12:00 Uhr | Kasachstan D. Boyd (30:47) D. Boyd (35:29) | 2:3 (0:1, 2:1, 0:1) Spielbericht | Polen B. Ciura (7:28) M. Przygodzki (30:30) M. Urbanowicz (40:29) | Barys Arena, Nur-Sultan Zuschauer: 5.622 |

| Pl. |             | Sp | S | OTS | OTN | N | Tore  | Punkte |
| --- | ----------- | -- | - | --- | --- | - | ----- | ------ |
| 1.  | Polen       | 3  | 3 | 0   | 0   | 0 | 17:03 | 9      |
| 2.  | Kasachstan  | 3  | 2 | 0   | 0   | 1 | 17:05 | 6      |
| 3.  | Ukraine     | 3  | 1 | 0   | 0   | 2 | 05:14 | 3      |
| 4.  | Niederlande | 3  | 0 | 0   | 0   | 3 | 01:18 | 0      |

Abkürzungen: Pl. = Platz, Sp = Spiele, S = Siege, OTS = Siege nach Verlängerung (Overtime) oder Penaltyschießen, OTN = Niederlagen nach Verlängerung oder Penaltyschießen, N = Niederlagen

Erläuterungen: Qualifikant für die Qualifikationsendrunde

### Gruppe J
Die Spiele der Gruppe J der dritten Runde der Vorqualifikation fanden vom 6. bis 9. Februar 2020 in der Motorpoint Arena in der englischen Stadt Nottingham statt. Insgesamt besuchten 16.217 Zuschauer die sechs Turnierspiele, was einem Schnitt von 2.702 pro Partie entspricht.
Nachdem bereits Polen eine Überraschung in Gruppe H gelungen war, konnte sich in der Gruppe J mit Ungarn ebenfalls die in der IIHF-Weltrangliste tiefer platzierte Mannschaft für die nächste Runde qualifizieren. Die Südosteuropäer setzten sich gegen die gastgebenden Briten im letzten Spiel des Turniers deutlich mit 4:1 durch. Dahinter belegten Rumänien und Estland den dritten und vierten Rang, wobei den Rumänen mit knappen Niederlagen gegen die beiden Topteams zwei Achtungsergebnisse gelangen.
| 6. Februar 2020 15:30 Uhr (Ortszeit) | Ungarn J. Hári (9:21) J. Hári (26:20) J. Hári (31:11) K. Csányi (56:10) | 4:1 (1:0, 2:1, 1:0) Spielbericht | Estland K. Lodeikin (29:29) | Motorpoint Arena, Nottingham Zuschauer: 861 |

| 6. Februar 2020 19:30 Uhr | Großbritannien D. Ehrhardt (15:11) R. Farmer (17:16) M. Myers (32:20) B. Connolly (32:50) | 4:3 (2:1, 2:1, 0:1) Spielbericht | Rumänien V. Kirichenko (14:21) D. Tranca (29:46) A. Salló (56:41) | Motorpoint Arena, Nottingham Zuschauer: 2.788 |

| 8. Februar 2020 14:00 Uhr | Ungarn A. Sarauer (0:56) K. Papp (44:24) C. Erdély (60:15) | 3:2 n. V. (1:1, 0:0, 1:1, 1:0) Spielbericht | Rumänien D. Tranca (0:35) A. Butotschnow (55:09) | Motorpoint Arena, Nottingham Zuschauer: 1.998 |

| 8. Februar 2020 18:00 Uhr | Estland A. Sibirtsev (38:56) | 1:7 (0:0, 1:4, 0:3) Spielbericht | Großbritannien B. Perlini (22:04) O. Betteridge (28:26) S. Conway (29:18) B. Perlini (32:43) B. Lake (48:40) J. Phillips (49:04) S. Conway (54:47) | Motorpoint Arena, Nottingham Zuschauer: 4.465 |

| 9. Februar 2020 14:00 Uhr | Rumänien A. Butotschnow (2:05) P. Boryssenko (15:44) S. Rokaly (30:49) D. Tranca (34:12) D. Tranca (41:06) A. Butotschnow (49:47) D. Tranca (53:43) | 7:3 (2:2, 2:0, 3:1) Spielbericht | Estland E. Slessarevski (2:49) D. Šaškin (10:52) R. Andrejev (44:18) | Motorpoint Arena, Nottingham Zuschauer: 1.561 |

| 9. Februar 2020 18:00 Uhr | Großbritannien M. Myers (40:57) | 1:4 (0:0, 0:2, 1:2) Spielbericht | Ungarn B. Stipsicz (20:32) C. Erdély (31:17) J. Hári (45:11) I. Sofron (52:00) | Motorpoint Arena, Nottingham Zuschauer: 4.544 |

| Pl. |                | Sp | S | OTS | OTN | N | Tore  | Punkte |
| --- | -------------- | -- | - | --- | --- | - | ----- | ------ |
| 1.  | Ungarn         | 3  | 2 | 1   | 0   | 0 | 11:04 | 8      |
| 2.  | Großbritannien | 3  | 2 | 0   | 0   | 1 | 12:08 | 6      |
| 3.  | Rumänien       | 3  | 1 | 0   | 1   | 1 | 12:10 | 4      |
| 4.  | Estland        | 3  | 0 | 0   | 0   | 3 | 05:18 | 0      |

Abkürzungen: Pl. = Platz, Sp = Spiele, S = Siege, OTS = Siege nach Verlängerung (Overtime) oder Penaltyschießen, OTN = Niederlagen nach Verlängerung oder Penaltyschießen, N = Niederlagen

Erläuterungen: Qualifikant für die Qualifikationsendrunde

## Qualifikationsendrunde
Die Endrunde der Qualifikation fand vom 26. bis 29. August 2021 statt. Dabei hatten die drei auf den ersten Platz gesetzten Mannschaften das Recht, über den Ort der Ausrichtung zu bestimmen und machten davon auch Gebrauch. Zunächst war die Austragung für Ende August 2020 geplant, wurde aber aufgrund der COVID-19-Pandemie um ein Jahr verschoben.

### Gruppe D
Die Spiele der Gruppe D der Qualifikationsendrunde fand vom 26. bis 29. August 2021 im Zimný štadión Ondreja Nepelu in der slowakischen Landeshauptstadt Bratislava statt. Insgesamt besuchten 15.511 Zuschauer die sechs Turnierspiele, was einem Schnitt von 2.585 pro Partie entspricht.
Auf dem Weg nach Peking setzte sich die gastgebende Mannschaft der Slowakei gegen die drei anderen Konkurrenten durch. Durch den überraschenden Sieg der Polen im ersten Gruppenspiel gegen die mitfavorisierten Belarussen reichte den Slowaken im entscheidenden Gruppenspiel gegen Belarus bereits ein Punkt zur Qualifikation für das olympische Turnier. Letztlich erreichten die Slowaken durch einen Sieg aber die Maximalpunktzahl von neun Punkten und sicherten sich souverän eines der drei Tickets in die Volksrepublik China.
Der Topscorer des Turniers war der Austro-Kanadier Brian Lebler, der zugleich auch bester Torschütze des Turniers war und fünf der sieben Turniertreffer der Österreicher erzielte.
| 26. August 2021 15:15 Uhr (Ortszeit) | Belarus | 0:1 (0:0, 0:0, 0:1) Spielbericht | Polen F. Komorski (54:59) | Zimný štadión Ondreja Nepelu, Bratislava Zuschauer: 150 |

| 26. August 2021 19:15 Uhr | Österreich B. Lebler (52:45) | 1:2 (0:1, 0:1, 1:0) Spielbericht | Slowakei L. Hudáček (1:46) M. Gernát (28:28) | Zimný štadión Ondreja Nepelu, Bratislava Zuschauer: 4.241 |

| 27. August 2021 15:15 Uhr | Belarus A. Stas (20:43) J. Scharanhowitsch (25:55) J. Scharanhowitsch (32:25) S. Prince (36:51) G. Platt (39:38) | 5:2 (0:2, 5:0, 0:0) Spielbericht | Österreich R. Herburger (8:35) B. Lebler (18:40) | Zimný štadión Ondreja Nepelu, Bratislava Zuschauer: 148 |

| 27. August 2021 19:15 Uhr | Slowakei A. Ružička (8:06) L. Hudáček (24:38) M. Roman (26:11) P. Cehlárik (32:29) A. Ružička (48:02) | 5:1 (1:0, 3:1, 1:0) Spielbericht | Polen K. Dziubiński (30:17) | Zimný štadión Ondreja Nepelu, Bratislava Zuschauer: 3.685 |

| 29. August 2021 13:30 Uhr | Polen M. Urbanowicz (11:53) | 1:4 (1:2, 0:1, 0:1) Spielbericht | Österreich M. Ganahl (4:10) B. Lebler (19:02) B. Lebler (34:38) B. Lebler (53:03) | Zimný štadión Ondreja Nepelu, Bratislava Zuschauer: 182 |

| 29. August 2021 17:30 Uhr | Slowakei P. Cehlárik (4:38) L. Hudáček (57:43) | 2:1 (1:0, 0:1, 1:0) Spielbericht | Belarus J. Scharanhowitsch (21:07) | Zimný štadión Ondreja Nepelu, Bratislava Zuschauer: 7.105 |

| Pl. |            | Sp | S | OTS | OTN | N | Tore  | Punkte |
| --- | ---------- | -- | - | --- | --- | - | ----- | ------ |
| 1.  | Slowakei   | 3  | 3 | 0   | 0   | 0 | 09:03 | 9      |
| 2.  | Belarus    | 3  | 1 | 0   | 0   | 2 | 06:05 | 3      |
| 3.  | Österreich | 3  | 1 | 0   | 0   | 2 | 07:08 | 3      |
| 4.  | Polen      | 3  | 1 | 0   | 0   | 2 | 03:09 | 3      |

Abkürzungen: Pl. = Platz, Sp = Spiele, S = Siege, OTS = Siege nach Verlängerung (Overtime) oder Penaltyschießen, OTN = Niederlagen nach Verlängerung oder Penaltyschießen, N = Niederlagen

Erläuterungen: Qualifikant für die Olympischen Winterspiele

### Gruppe E
Die Spiele der Gruppe E der Qualifikationsendrunde fanden vom 26. bis 29. August 2021 in der Arēna Rīga in der lettischen Hauptstadt Riga statt. Insgesamt besuchten 16.161 Zuschauer die sechs Turnierspiele, was einem Schnitt von 2.693 pro Partie entspricht.
In der Gruppe E kristallisierten sich nach den ersten beiden Spieltagen Lettland und Frankreich als Turnierfavoriten aus dem Viererfeld heraus. Währenddessen enttäuschten die in der Top-Division beheimateten Italiener mit drei Niederlagen. Im entscheidenden Gruppenspiel setzte sich Lettland gegen die bis dahin punktgleichen Franzosen knapp mit 2:1 durch und qualifizierten sich für das Turnier in Peking.
Mit sechs Scorerpunkten war der Lette Rūdolfs Balcers der Topscorer des Turniers. Ebenso viele Punkte sammelte sein Teamkollege Ronalds Ķēniņš, während Balcers mit seinen Landsmännern Rodrigo Ābols und Miks Indrašis sowie dem Franzosen Sacha Treille mit drei Treffern die meisten Tore erzielte.
| 26. August 2021 15:30 Uhr (Ortszeit) | Frankreich A. Texier (23:09) A. Manavian (28:00) A. Texier (34:45) S. Treille (45:28) D. Fleury (56:53) | 5:3 (0:2, 3:0, 2:1) Spielbericht | Ungarn J. Hári (12:43) K. Papp (14:51) I. Bartalis (45:38) | Arēna Rīga, Riga Zuschauer: 200 |

| 26. August 2021 19:30 Uhr | Italien | 0:6 (0:2, 0:2, 0:2) Spielbericht | Lettland J. Jaks (3:23) R. Ābols (5:28) K. Rubīns (26:15) M. Indrašis (29:48) M. Indrašis (48:56) K. Daugaviņš (52:54) | Arēna Rīga, Riga Zuschauer: 4.100 |

| 27. August 2021 16:00 Uhr | Frankreich S. Treille (23:23) S. Treille (33:41) | 2:0 (0:0, 2:0, 0:0) Spielbericht | Italien | Arēna Rīga, Riga |

| 27. August 2021 20:00 Uhr | Lettland R. Ābols (7:18) R. Balcers (40:32) R. Ķēniņš (42:51) T. Bļugers (51:54) R. Ābols (54:35) R. Balcers (54:58) T. Bļugers (56:31) R. Balcers (58:23) R. Ķēniņš (58:36) | 9:0 (1:0, 0:0, 8:0) Spielbericht | Ungarn | Arēna Rīga, Riga Zuschauer: 3.250 |

| 29. August 2021 13:00 Uhr | Ungarn G. Nagy (38:13) Á. Mihály (47:23) | 2:1 (0:0, 1:0, 1:1) Spielbericht | Italien G. Morini (53:07) | Arēna Rīga, Riga Zuschauer: 460 |

| 29. August 2021 17:00 Uhr | Lettland Ri. Bukarts (10:56) M. Indrašis (45:50) | 2:1 (1:0, 0:0, 1:1) Spielbericht | Frankreich S. Da Costa (51:15) | Arēna Rīga, Riga Zuschauer: 7.954 |

| Pl. |            | Sp | S | OTS | OTN | N | Tore  | Punkte |
| --- | ---------- | -- | - | --- | --- | - | ----- | ------ |
| 1.  | Lettland   | 3  | 3 | 0   | 0   | 0 | 17:01 | 9      |
| 2.  | Frankreich | 3  | 2 | 0   | 0   | 1 | 08:05 | 6      |
| 3.  | Ungarn     | 3  | 1 | 0   | 0   | 2 | 05:15 | 3      |
| 4.  | Italien    | 3  | 0 | 0   | 0   | 3 | 01:10 | 0      |

Abkürzungen: Pl. = Platz, Sp = Spiele, S = Siege, OTS = Siege nach Verlängerung (Overtime) oder Penaltyschießen, OTN = Niederlagen nach Verlängerung oder Penaltyschießen, N = Niederlagen

Erläuterungen: Qualifikant für die Olympischen Winterspiele

### Gruppe F
Die Spiele der Gruppe F der Qualifikationsendrunde fanden vom 26. bis 29. August 2021 in der norwegischen Hauptstadt Oslo statt. Insgesamt besuchten 6.951 Zuschauer die sechs Turnierspiele, was einem Schnitt von 1.158 pro Partie entspricht.
Die Gruppe F sah die beiden skandinavischen Teams aus Norwegen und Dänemark den Platz im olympischen Eishockeyturnier ausfechten. Beide Teams hatten vor dem Schlusstag die als Geheimfavorit gehandelten Slowenen, die bei den Olympischen Winterspielen 2018 in Pyeongchang mit dem neunten Rang überrascht hatten, besiegt. Im letzten Gruppenspiel konnte sich der mit zahlreichen Spielern aus der National Hockey League gespickte Kader der Dänen mit 2:0 durchsetzen. Die Dänen qualifizierten sich damit erstmals für Olympia.
Als Topscorer beendete der Däne Nikolaj Ehlers das Turnier. Er sammelte während der drei Spiele insgesamt neun Punkte und war mit fünf Toren zudem am Treffsichersten.
| 26. August 2021 15:00 Uhr (Ortszeit) | Dänemark N. Ehlers (2:17) F. Storm (12:59) P. Russell (14:52) N. Ehlers (21:51) | 4:3 (3:0, 1:1, 0:2) Spielbericht | Slowenien J. Drozg (20:49) J. Urbas (49:20) M. Verlič (57:28) | Jordal Amfi, Oslo Zuschauer: 174 |

| 26. August 2021 19:00 Uhr | Südkorea Kim K.-s. (5:47) | 1:4 (1:2, 0:1, 0:1) Spielbericht | Norwegen E. Lesund (6:07) K. A. Olimb (8:32) S. Espeland (24:22) T. Lindström (49:35) | Jordal Amfi, Oslo Zuschauer: 1.483 |

| 27. August 2021 17:00 Uhr | Dänemark J. Blichfeld (19:07) N. Ehlers (20:43) O. Bjorkstrand (25:02) M. Poulsen (27:00) O. Bjorkstrand (27:29) O. Bjorkstrand (30:26) F. Storm (31:56) J. Blichfeld (34:40) N. Ehlers (40:17) P. Russell (41:54) M. Poulsen (53:36) | 11:1 (1:1, 7:0, 3:0) Spielbericht | Südkorea Kim K.-s. (13:29) | Jordal Amfi, Oslo Zuschauer: 207 |

| 27. August 2021 21:00 Uhr | Norwegen M. Røymark (6:04) C. Kåsastul (6:57) K. A. Olimb (9:04) M. Zuccarello (24:37) M. Olimb (38:04) M. Rosseli Olsen (39:33) C. Kåsastul (55:48) | 7:4 (3:2, 3:0, 1:2) Spielbericht | Slowenien B. Gregorc (12:34) R. Sabolič (13:54) R. Sabolič (43:04) K. Čepon (43:49) | Jordal Amfi, Oslo Zuschauer: 2.490 |

| 29. August 2021 12:00 Uhr | Slowenien Ž. Jeglič (30:40) R. Tičar (32:46) R. Sabolič (35:12) A. Kopitar (59:45) | 4:1 (0:1, 3:0, 1:0) Spielbericht | Südkorea Ahn J.-h. (19:03) | Jordal Amfi, Oslo Zuschauer: 97 |

| 29. August 2021 16:00 Uhr | Norwegen | 0:2 (0:0, 0:1, 0:1) Spielbericht | Dänemark F. Storm (37:49) N. Ehlers (56:48) | Jordal Amfi, Oslo Zuschauer: 2.500 |

| Pl. |           | Sp | S | OTS | OTN | N | Tore  | Punkte |
| --- | --------- | -- | - | --- | --- | - | ----- | ------ |
| 1.  | Dänemark  | 3  | 3 | 0   | 0   | 0 | 17:04 | 9      |
| 2.  | Norwegen  | 3  | 2 | 0   | 0   | 1 | 11:07 | 6      |
| 3.  | Slowenien | 3  | 1 | 0   | 0   | 2 | 11:12 | 3      |
| 4.  | Südkorea  | 3  | 0 | 0   | 0   | 3 | 03:19 | 0      |

Abkürzungen: Pl. = Platz, Sp = Spiele, S = Siege, OTS = Siege nach Verlängerung (Overtime) oder Penaltyschießen, OTN = Niederlagen nach Verlängerung oder Penaltyschießen, N = Niederlagen

Erläuterungen: Qualifikant für die Olympischen Winterspiele